# Protitanotherium emarginatum
Il Protitanotherium emarginatum è l'unica specie appartenente al genere Protitanotherium, che comprende mammiferi fossili vissuti in Nord America nell'Eocene, circa 46.2 - 33.9 milioni di anni fa.

## Tassonomia
Il nome "Protitanotherium" venne fu attribuito da Henry Fairfield Osborn, nel 1929, nome suggeritogli da John Bell Hatcher già nel 1895. In seguito vennero attribuiti diversi omonimi, come "Diplacodon" da Spencer G. Lucas (1983).
Venne assegnato subito da Osborn (1929) alla famiglia dei Brontotheriidae ed in seguito riconfermato da Robert Carroll.

## Descrizione
Attraverso l'unico esemplare fossile ritrovato ed esaminato da M. Mendoza, si è stimato che il protitanoterio pesava circa 2,38 kg ed era un animale vegetariano.